# 小行星5934
小行星5934（英語：5934 Mats）是一颗围绕太阳公转的小行星。1976年9月20日，克拉斯-英格瓦·拉格爾科維斯特、漢斯·瑞克曼（Hans Rickman）在Kvistaberg发现了此天体。
这颗小行星的绝对星等为208.21370等。